# Gli ultimi zar
Gli ultimi zar è un film del 1928 diretto da Baldassarre Negroni.